# 米德兰市 (阿拉巴马州)
米德兰市（英文：Midland City），是美国阿拉巴马州下属的一座城市。面积约为6.08平方英里（约合15.74平方公里）。根据2010年美国人口普查，该市有人口2,344人，人口密度为385.72/平方英里（约合148.92/平方公里）。